# Thaumatographe
Thaumatographe là một chi bướm đêm thuộc họ Geometridae.